# Granges-la-Ville
Granges-la-Ville település Franciaországban, Haute-Saône megyében. Lakosainak száma 184 fő (2022. január 1.). Granges-la-Ville Granges-le-Bourg, Mignavillers, Secenans és Senargent-Mignafans községekkel határos.

## Népesség
A település népességének változása:
| Lakosok száma | 202  | 193  | 196  | 185  | 184  | 184  | 184  | 184  | 184  |
|               | 2013 | 2015 | 2016 | 2017 | 2018 | 2019 | 2020 | 2021 | 2022 |